# Тёрнер, Франси
Франсес (Франси) Тёрнер (англ. Frances "Francie" Turner; род. 6 апреля 1992, Крайстчерч) — новозеландская гребная рулевая, выступавшая за сборную Новой Зеландии по академической гребле в 2009—2016 годах. Серебряная призёрка чемпионата мира, победительница этапа Кубка мира, участница летних Олимпийских игр в Рио-де-Жанейро.

## Биография
Франси Тёрнер родилась 6 апреля 1992 года в Крайстчерче, Новая Зеландия. Детство провела на молочной ферме недалеко от Саутбриджа в Кентербери.
Заниматься академической греблей начала во время учёбы в старшей школе Rangi Ruru Girls' School в Крайстчерче, проходила подготовку в гребном клубе Canterbury Rowing Club. В 2013 году окончила Университет Мэсси, получив степень бакалавра делового администрирования. Впоследствии переехала на постоянное жительство в Гамильтон, тренировалась на водохранилище Карапиро под руководством Дейва Томпсона.
Впервые заявила о себе в гребле на международной арене в сезоне 2009 года, выиграв серебряную медаль в восьмёрках на юниорском мировом первенстве в Брив-ла-Гайард.
В 2010 году в восьмёрках стала серебряной призёркой на молодёжном чемпионате мира в Бресте и, попав в основной состав новозеландской национальной сборной, выступила на домашнем взрослом чемпионате мира в Карапиро — в той же дисциплине сумела квалифицироваться лишь в утешительный финал В и расположилась в итоговом протоколе соревнований на восьмой строке.
В 2011 году в восьмёрках получила серебряную награду на молодёжном мировом первенстве в Амстердаме.
После достаточно длительного перерыва в 2015 году вернулась в состав гребной команды Новой Зеландии, в восьмёрках стала пятой на этапе Кубка мира в Варезе, выиграла серебряные медали на этапе Кубка мира в Люцерне и на мировом первенстве в Эгбелете, где в решающем заезде пропустила вперёд только экипаж из США.
В 2016 году в восьмёрках взяла бронзу на этапе Кубка мира в Люцерне и была лучшей на этапе в Познани. Благодаря череде удачных выступлений удостоилась права защищать честь страны на летних Олимпийских играх в Рио-де-Жанейро. В программе восьмёрок сумела выйти в главный финал А и показала в решающем заезде четвёртый результат.
По окончании Олимпиады в Рио Тёрнер завершила карьеру профессиональной спортсменки.